# Oksana Karas
Oksana Karas (russisk: Оксана Михайловна Карас) (født 19. juni 1979 i Kharkiv i Sovjetunionen) er en russisk filminstruktør og manuskriptforfatter.

## Filmografi
- Repetitsii (Репетиции, 2013)[1][2]
- Khorosjij maltjik (Хороший мальчик, 2016)
- Doktor Liza (Доктор Лиза, 2020)